# Enshi
Enshi (chinois : 恩施市 ; pinyin : Ēēnshī shì) est une ville-district de la province du Hubei en Chine. Elle est le chef-lieu de la préfecture autonome tujia et miao d'Enshi.

## Démographie
La population du district était de 771 906 habitants en 1999.

## Lieus remarquables
le Tusi tujia (土家族土司), un tusi dont le palais est situé dans un parc comportant différents jardins, une enceinte fortifiée, une tour de la cloche et une tour du tambour.
Un important théâtre-opéra, comportant une grande esplanade, ou ont lieu des dans danses de place, tous les soirs. Un quartier proche comporte de nombreux magasins de thé. La région est connue pour produire du thé riche en sélénium.

## Transports
La ville est desservie par voie aérienne par l'Aéroport d'Enshi Xujiaping (code IATA : ENH • code OACI : ZHES).
La gare d'Enshi (恩施站) est une gare TGV ouverte en 2010, la reliant à Pékin, Chongqing et Canton, chargée de la desserte ferroviaire.